# Dadra et Nagar Haveli et Daman et Diu
Dadra et Nagar Haveli et Daman et Diu (DNHDD), est un territoire de l'Union situé dans l'ouest de l'Inde,. Il a été créé par la fusion des territoires de l'Union de Dadra et Nagar Haveli et Daman et Diu.
Le gouvernement indien a annoncé le projet de fusion en juillet 2019 et la législation nécessaire a été adoptée par le Parlement indien en décembre 2019 et est entrée en vigueur le 26 janvier 2020,. Le territoire est composé de quatre entités géographiques distinctes : Dadra, Nagar Haveli, Daman et l'île de Diu. Les quatre régions faisaient partie de l'Inde portugaise et relèvent désormais de l'administration indienne depuis le milieu du XXe siècle.

## Histoire
Daman et Diu étaient sous administration portugaise des années 1500 jusqu'à leur annexion par l'Inde en 1961. Dadra et Nagar Haveli étaient sous administration portugaise entre 1818 et capturés par l'Inde en 1954. Le Portugal a officiellement reconnu la souveraineté indienne sur les régions en 1974 après la révolution des œillets.
Dadra et Nagar Haveli sont devenus un territoire d'union en 1961. Daman et Diu ont été administrés dans le cadre du territoire de l'union de Goa, Daman et Diu entre 1962 et 1987, devenant un territoire d'union distinct lorsque Goa a obtenu le statut d'État.
En juillet 2019, le gouvernement de l'Inde a proposé de fusionner les deux territoires en un seul territoire de l'Union afin de réduire la duplication des services et les coûts d'administration. Une loi à cet effet, la loi de 2019 sur Dadra et Nagar Haveli et Daman et Diu (fusion des territoires de l'Union), a été déposée au Parlement indien le 26 novembre 2019 et approuvée par le président de l'Inde le 9 décembre 2019,. Les deux territoires de l'Union avaient auparavant partagé un administrateur et des fonctionnaires gouvernementaux communs. La ville de Daman a été choisie pour être la capitale du nouveau territoire combiné de l'Union. Le jour fixé pour l'entrée en vigueur de la loi a été notifié le 26 janvier 2020 par le gouvernement indien. Il existe aussi des discussions pour rattacher cet ensemble territorial à l'État de Goa, afin de diminuer les coûts administratifs et renforcer le petit État, mais il y a des oppositions au parlement Indien, surtout d'élus nationalistes du BJP qui ne souhaitent pas reconstituer l'ensemble qui constituait jadis l'Inde Portugaise.

## Géographie
Dadra et Nagar Haveli et Daman et Diu sont composés de quatre zones distinctes situées dans l' ouest de l'Inde. Dadra est une petite enclave dans l'État du Gujarat. Nagar Haveli est une enclave en forme de C située entre les États du Gujarat et du Maharashtra qui contient elle-même une enclave du Gujarat autour du village de Maghval. Daman est une enclave sur la côte du Gujarat et Diu est une île au large de la côte du Gujarat.

## Administration
Dadra et Nagar Haveli et Daman et Diu sont administrés en tant que territoire de l'Union de l'Inde. Le Président de l'Inde nomme un administrateur pour gérer le territoire au nom du gouvernement central de l'Inde. Le gouvernement central peut nommer des conseillers pour assister les administrateurs dans leurs fonctions.
Le territoire de l'Union est composé de trois districts :
- District de Dadra et Nagar Haveli
- District de Daman
- District de Diu